# گالیکش
گالیکِش شهری در بخش مرکزی شهرستان گالیکش استان گلستان ایران است. گالیکش مرکز شهرستانی به همین نام است.
در اواخر حکومت احمد شاه قاجار چند خانوار از مردم روستاهای اطراف مثل فارسیان فرنگ و فرنگ به محل فعلی گالیکش کوچ کرده و به همراه مردم ساکن در حوالی این منطقه قریه کوچک گالی‌کشت را تأسیس کردند که بعدها نامش به گالیکش تغییر کرد. در حال حاضر قومیت‌های مختلفی از جمله طبری، کتولی، گالشی که اکثریت هستند و خراسانی، سیستانی و سمنانی در آن ساکن هستند.
پارک ملی گلستان در ۱۵ کیلومتری گالیکش و آبشار لوه و پیر غار، غار درچفت، کوه نیلکوه و تالاب نیلکوه و روستای دیدنی سرچشمه منطقه چمازگی، یال و چشم‌انداز زیبای تلوستان از مکان‌های دیدنی آن است.
آبشار آق سو، آبشار لوه، آبشار گل، آبشار پیر غار، چشمه لال، جنگل بکر گرو کیارام و لته نوروزعلی و… جز منابع طبیعی و توریستی گالیکش هستند.

## جمعیت
بر پایه سرشماری عمومی نفوس و مسکن در سال ۱۳۹۵ جمعیت این شهر ۲۳٬۳۹۴ نفر (در ۶٬۹۹۶ خانوار) بوده‌است.